# Johan Hedlund
Jonas Lars Lennart Hedlund, född 28 juli 1969, är en svensk professor i kemiteknik verksam vid Luleå tekniska universitet.
Hedlund är verksam vid institutionen för samhällsbyggnad och naturresurser och hans forskning är främst inom kemisk teknologi.